# Johannes Stuke
Johannes Stuke (* 31. Oktober 1904 in Hannover; † 19. August 1978 in Hildesheim) war ein deutscher Priester und Politiker der Christlich Demokratischen Union Deutschlands (CDU). 
Stuke stammte aus der St. Laurentius-Gemeinde und wurde am 3. März 1928 zum Priester geweiht. Er war Propst und Dechant beim Landesbischof von Braunschweig und wurde Mitglied des Ernannten Braunschweigischen Landtages vom 21. Februar 1946 bis zum 21. November 1946. Ab dem 2. Oktober 1949 war er Domkapitular in Hildesheim. Er gehörte kurz vor seinem Tod noch zur Kommission für die Erarbeitung von Rahmenrichtlinien für das Fach Katholische Religionslehre für das Gymnasium, die 1982 verabschiedet wurden. Das Bistum Hildesheim verwaltet seinen Nachlass.